# Chevannes (Yonne)
Chevannes – miejscowość i gmina we Francji, w regionie Burgundia-Franche-Comté, w departamencie Yonne.
Według danych na rok 1990 gminę zamieszkiwało 1901 osób, a gęstość zaludnienia wynosiła 81 osób/km² (wśród 2044 gmin Burgundii Chevannes plasuje się na 105. miejscu pod względem liczby ludności, natomiast pod względem powierzchni na miejscu 328.).